# Du, jag och Dupree
Du, jag och Dupree (originaltitel: You, Me and Dupree) är en amerikansk komedifilm från 2006 i regi av Anthony och Joe Russo.

## Handling
Molly (Kate Hudson) är dotter till företagspampen Robert "Bob" Thompson (Michael Douglas) och är nygift med Carl (Matt Dillon). Deras förhållande får sig en rejäl törn när Carls närmaste vän Dupree (Owen Wilson) flyttar in hos dem. Dupree är något oborstad och vänder upp och ned på tillvaron för de nygifta. Situationen blir inte bättre av att Carl inte är särskilt uppskattad av sin svärfar tillika chef.

## Rollista i urval
- Owen Wilson – Randolph "Randy" Dupree
- Kate Hudson – Molly Thompson Peterson
- Matt Dillon – Carl Peterson
- Michael Douglas – Robert "Bob" Thompson
- Seth Rogen – Neil
- Amanda Detmer – Annie
- Ralph Ting – Toshi
- Todd Stashwick – Tony
- Bill Hader – Mark
- Lance Armstrong – sig själv